# 화샹둥차오역
화샹둥차오역(중국어: 花乡东桥站)은 중화인민공화국 베이징시 펑타이구 칸단 가도 바좡쯔 마을의 남4환서로·장신로 교차로에 위치한 베이징 지하철 팡산선의 지하철역이다.

## 역사
이 역은 계획 단계에서 "시환루역"(四环路站)이라고 불렸다. 2020년 8월, 베이징시 계획천연자원위원회는 팡산선 북쪽 연장에 대한 명명 계획을 제안하고, 이 역의 공식 역명에 대한 두 가지 계획, 즉 화샹둥차오역과 황투강역(黄土岗站)을 제안하였다. 2020년 10월 28일에 화샹둥차오역으로 역명이 변경되어 확정되었다.
이 역이 개통되었을 당시에는 남4환로의 남쪽에만 출입구가 있었다. 2021년 12월 10일 첫 열차부터 남4환로 북쪽에 위치한 이 역의 A2 출입구가 개통되었다.

## 역 구조

### 층별 구조

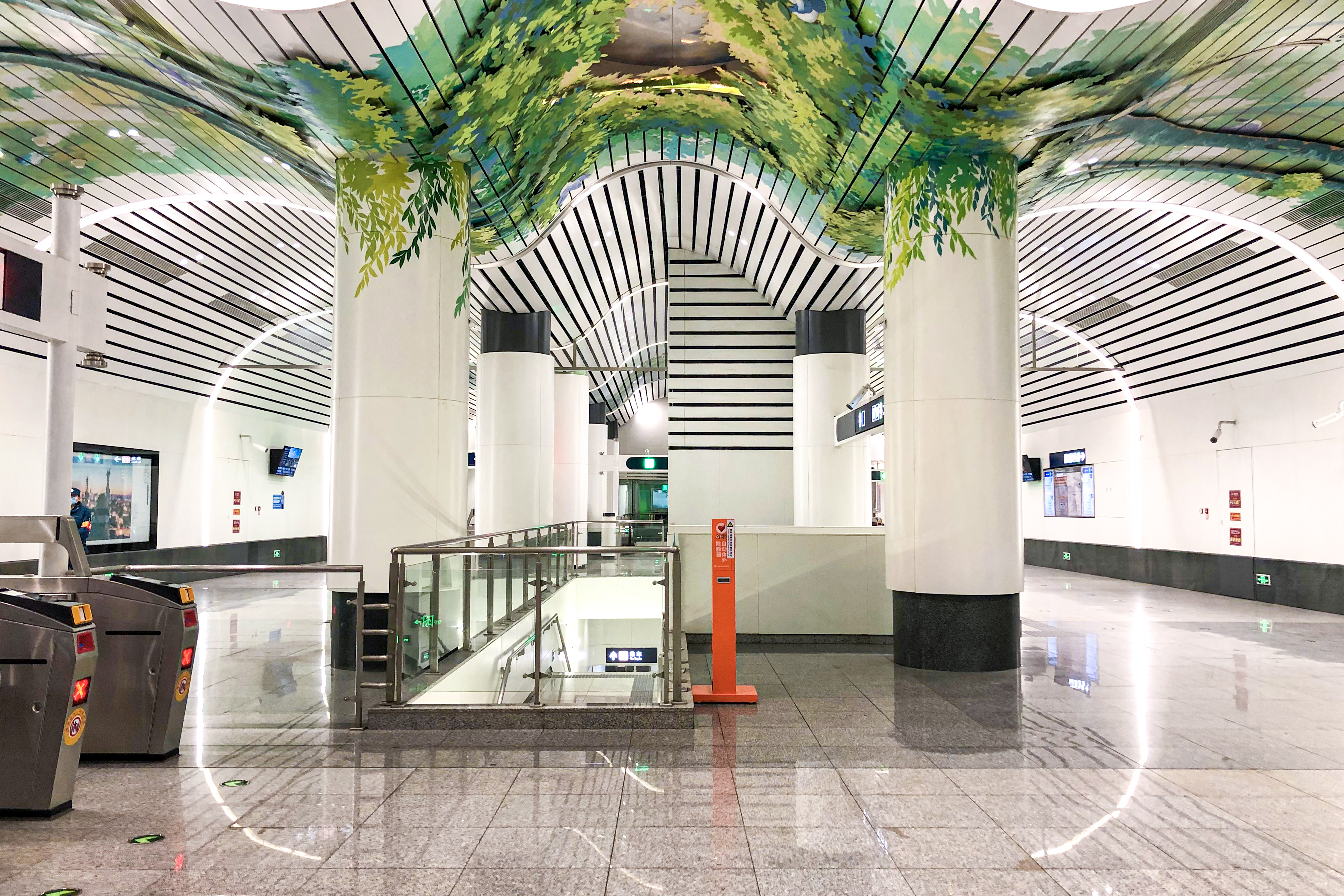
대합실

| 지면            | 출입구                          | A—B출입구                            |
| 지하 1층        | 대합실                          | 고객 센터, 자동 매표기, 출입 게이트  |
| 지하 2층 승강장 | ←                               | ■ 팡산선 둥관터우난 방면(서우징마오) |
| 지하 2층 승강장 | 섬식 승강장, 왼쪽 출입문이 열림 |                                      |
| 지하 2층 승강장 | →                               | ■ 팡산선 옌춘 동 방면(바이펀야오)    |

## 출입구
이 역에는 처음에 2개의 출입구가 있었는데, 둘 다 남사환서로(南四环西路)의 남쪽에 위치해 있었다. 나중에 4환로 북쪽에도 A2 입구가 건설될 예정에 있었고, 건설로 인해 4환로와 많은 파이프라인 아래로 이동하게 되었다. 공사 과정은 매우 어렵고 2021년 12월 10일에 완료되어 개통될 때까지 수동 굴착으로만 건설할 수 있었다.
또한, 이 역에는 펑타이 우주항공혁신센터(丰台航空航天创新中心) 동쪽에 입구 C가 설치될 예정이다. 이 입구는 2024년 1월 현재 완료되었지만 아직 개방되지 않았다.
|                         |                            |                                                           |      |             |
| 출구                    | 지시                       | 출구 인근                                                 | 사진 | 무장애 시설 |
| 出口 · A · 1            | 남4환서로(南四环西路) 남측 |                                                           |      | 빈칸        |
| 出口 · A · 2            | 남4환서로(南四环西路) 북측 | 국립법관학원(国家法官学院), 베이징 톈탄병원(北京天坛医院) |      |             |
| 出口 · B                | 남4환서로(南四环西路) 남측 | 펑타이 남로(丰台南路), 화샹아오라이춘(花乡奥莱村)         |      | 빈칸        |
| 出口 · C                | 지청 북가(智成北街)        |                                                           |      | 빈칸        |
| 아이콘 설명: 엘리베이터 |                            |                                                           |      |             |